# Stefano Boggia
Stefano Boggia (né le 25 septembre 1980 à Gattinara) est un coureur cycliste italien.

## Palmarès sur route
- 1996
  - 2e de la Coppa d'Oro
- 1997
  - Brescia-Monte Magno
  - 2e du Giro della Lunigiana
- 1998
  - 4e du championnat du monde sur route juniors
- 2001
  - Giro della Valsesia :
    - Classement général
    - 2e étape

  - Trofeo Leto Sergio
- 2002
  - Milan-Tortone
  - Gran Premio San Basso
- 2003
  - Trofeo della Rapa Rossa Doc
  - Trofeo Quintino Broglia Marzé
  - Giro della Valsesia :
    - Classement général
    - 1re étape

  - Gara Ciclistica Montappone
- 2004
  - Trophée Matteotti espoirs
- 2005
  - 3e des Boucles de la Mayenne

## Classements mondiaux
| Année           | 2005 | 2006   |
| --------------- | ---- | ------ |
| UCI Europe Tour | 616e | 1 162e |